# Макумба
Макумба је афробразилска религија коју одликује синкретизам традиционалних афричких религија, бразилског спиритуализма и римокатолицизма. У Бразилу постоји неколико оваквих секти, а међу најважнијим сматрају се кандомбле и умбанда. У афричке елементе спадају церемонија напољу, жртвовање животиња (нпр. петлова које се уз свеће и цвеће нуде духовима. У римокатоличке елементе спадају крст и обожавање светаца којима се дају афричка имена. Све обреде обавља врач који пада ничице у транс и „комуницира“ са светим духовима.